# Texas Central Railway
| Streckenführung der Interstate 45, in deren Nähe die Schnellfahrstrecke liegen soll |                      |               |               |
| Streckenlänge:                                                                      | ca. 390 km           |               |               |
| Spurweite:                                                                          | 1435 mm (Normalspur) |               |               |
| Streckengeschwindigkeit:                                                            | 330 km/h             |               |               |
|                                                                                     |                      |               |               |
| \| \| \| Dallas \| \| \| \| Brazos Valley \| \| \| \| Houston \|                    |                      |               |               |
| Kopfbahnhof Streckenanfang (Strecke außer Betrieb)                                  |                      | Dallas        | Dallas        |
| Bahnhof (Strecke außer Betrieb)                                                     |                      | Brazos Valley | Brazos Valley |
| Kopfbahnhof Streckenende (Strecke außer Betrieb)                                    |                      | Houston       | Houston       |

Der Texas Central High-Speed Railway (auch Texas Central Railway, ab 2024 Amtrak Texas High-Speed Rail Corridor, Marketingname zuvor The Bullet Train) ist ein Eisenbahn-Projekt, das den Bau und Betrieb einer Hochgeschwindigkeitsstrecke zwischen Houston und Dallas im Bundesstaat Texas der Vereinigten Staaten beinhaltet. Es wurde 2009 erstmals vorgestellt. Die Strecke soll rund 390 km (240 Meilen) lang sein, die Höchstgeschwindigkeit soll bei 330 km/h (205 M/h) liegen und die Strecke so in weniger als 90 Minuten zurückgelegt werden.
Die Projektführung hat die Firma Texas Central Partners, der texanische Gerichte sowohl den Status eines Eisenbahnunternehmens als auch einer Interurban Electric Railway zuerkannt haben, so dass sie für den Grundstückserwerb Enteignungen durchführen darf. Die Firma Texas Central Railway soll als Infrastrukturbetreiber dienen. Mit dem Betrieb sollte mit Stand 2018 Renfe Operadora beauftragt werden. Das Rollmaterial sollte auf der Tōkaidō-Shinkansen basieren, Central Japan Railway war bis 2024 am Projekt beteiligt. Amtrak war von 2024 bis 2025 mit Planungsaufgaben befasst, ehe das US-Verkehrsministerium zugesagte Bundesmittel strich. Hauptinvestor ist mit Stand April 2025 die Firma Kleinheinz Capital Partners des Milliardärs John Kleinheinz.

## Geschichte
Obwohl Texas keinen starken Markt für den öffentlichen Verkehr hat, gibt es einige günstige Faktoren für den Zug: Houston und Dallas gehören zu den am schnellsten wachsenden Städten in den Vereinigten Staaten, der Luftraum über Texas ist bereits sehr ausgelastet und die Grundstückspreise sind relativ günstig. In den ersten Präsentationen von 2014 war geplant, das Projekt 2021 zu eröffnen.
Die private Projektgesellschaft hat eine Umweltverträglichkeitsstudie in Auftrag gegeben. In dessen Verlauf wurden die ursprünglichen neun Trassen auf zwei mögliche Varianten reduziert. Die „Utility Route“ legt die Trasse weitgehend parallel zu einer Hochspannungsleitung, in deren Nähe schon jetzt wenig Besiedlung zu finden ist. Die „BNSF Route“ liegt parallel zu einer Güterbahntrasse der Eisenbahngesellschaft BNSF. Beide Strecken liegen eng beieinander im gleichen Korridor wie die Interstate 45. Derzeit  wird die „Utility Route“ favorisiert, und seit April 2015 gibt es in den Ortschaften entlang der Strecke Informationsveranstaltungen. In Houston wird statt der Trasse entlang der Strommasten vom Bürgermeister eine Trassierung entlang des innerstädtisch breit ausgebauten Interstate-10-Korridors bevorzugt. Die Umweltverträglichkeitsstudie wurde bei der Bundeseisenbahnbehörde zur Prüfung eingereicht, und wird dort voraussichtlich Ende 2015 zur öffentlichen Kommentierung ausgelegt.
In Houston und Dallas sind Flächen in der Nähe der Innenstädte für die Bahnhöfe vorgesehen, die eine Anbindung an deren Nahverkehr erlauben. Während die Politik in den Ballungsräumen von Houston und Dallas/Fort Worth das Projekt befürwortet, sind vor allem die ländlichen Kreise dazwischen dagegen. Diese befürchten das Zerschneiden einer ansonsten traditionellen Landschaft mit der typisch texanischen Rinderzucht. Die Projektgesellschaft plant daher, von den 240 Meilen über 100 Meilen aufzuständern.
In den 2020er Jahren stockten Finanzierung und Planung und stiegen die erwarteten Baukosten an. Nach anfänglichen 12 Milliarden US-Dollar wurden 2022 Kosten von 30 Milliarden Dollar genannt, und ging das US-Verkehrsministerium im April 2025 von über 40 Milliarden Dollar aus. Texas Central soll bis 2025 rund ein Viertel der benötigten Grundstücke erworben haben.
Die Mitglieder der Geschäftsleitung und des Board of Directors der 2013 gegründeten Texas Central Partners LLC beendeten im Frühjahr 2022 ihre Tätigkeit für die Firma. Um die Planung voranzutreiben, beauftragte das US-Verkehrsministerium der Regierung Biden 2023/2024 die staatliche Fernverkehrsgesellschaft National Railroad Passenger Corporation, aber das Verkehrsministerium der Regierung Trump II strich dafür im April 2025 die Bundesmittel. Alle zuvor beteiligten japanischen Investoren wurden bis Januar 2025 aus dem Projekt herausgekauft. Hauptinvestor ist mit Stand April 2025 die Firma Kleinheinz Capital Partners des Milliardärs John Kleinheinz.

## Errichtung
Das Projekt wurde 2017 in die Liste der bevorzugten Infrastrukturprojekte aufgenommen. Im Juni 2017 wurde dann der Baubeginn für 2018 gemeldet. Im August 2018 wurde die Fluor Corporation als Planungsgesellschaft berufen, die den Bau leiten wird. Im September 2018 erhielt die Firma einen Kreditrahmen von 300 Millionen Dollar für die Erstellung der Bauplanungen. Im Oktober 2018 beauftragte diese dann Salini Impregilo als Bauunternehmen zur Erstellung der Trasse bis zum Rohbau (Brücken, Dämme, Entwässerung). Die Firma gab an, schon 2019 beginnen zu können, was eine Fertigstellung bis 2024 ermöglicht. Im November 2018 wurde allerdings bekannt, dass die Aufsichtsbehörde den Termin für den Bescheid im März 2020[veraltet] listet. Sofern die ausführliche Umweltverträglichkeitsstudie gemäß National Environmental Policy Act nicht beschleunigt werden kann, würden dann die Bauarbeiten tatsächlich starten und könnten 5 bis 6 Jahre dauern.
Im Konzept von 2017 ist vorgesehen, den Bahnhof in Dallas auf einer Brache im Stadtteil Cedars zu errichten, der sich südlich angrenzend zur Innenstadt (Downtown) von Dallas befindet. Die Stadt Houston hat in einer Übereinkunft zur Zusammenarbeit notiert, dass sie den neuen Bahnhof an das Nahverkehrsnetz anschließen wird, und sieht diesen im Bereich südlich der U.S. 290, westlich vom Loop 610 und nördlich der Interstate 10, und damit ebenfalls in der Nähe der Innenstadt. Der Bau der Zwischenstation im Brazos Valley ist ebenfalls noch nicht geklärt. Ebenso ist unklar, ob es einen direkten Übergang zum Dallas-Fort Worth Core Express Service gibt, einem staatlichen Plan eines Hochgeschwindigkeitszuges zwischen Dallas und Fort Worth.
Vorgesehene Bauflächen der Bahnhöfe:
- Dallas Station (Brache südlich von Cedars)
- Brazos Valley Station[2] in Grimes County, zwischen Bryan/College Station und Huntsville[2]
- Houston Station (bisherige Northwest Mall)